# Soprasiljan

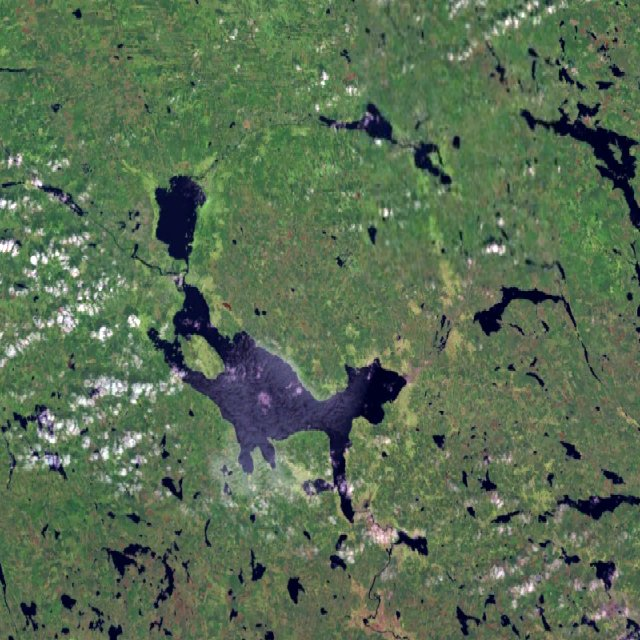
Lago Siljan

Il Soprasiljan (in svedese Ovansiljan) è l'area della provincia della Dalecarlia che si trova a nord del lago Siljan.

## Lingua

Rune dalecarliche ed il loro corrispettivo in alfabeto latino

Nel Soprasiljan sono parlati idiomi dalecarlici tra i quali spicca la lingua elfdaliana, lingua scandinava con elementi occidentali ed orientali (per questo motivo è da alcuni definita scandinava centrale) mantenendo stretti rapporti, fonologici e morfosintattici con la lingua norrena.
Le parlate di questa regione erano scritte con l'alfabeto runico dalecarlico fino al XX secolo
| Latino    | a    | b     | c      | d    | e  | f    | h     | i    | k    | l    | m      | n    | o    | p    | r  | s       | t    | u    | y    | å       | ä    | ö    |
| Dalrunico | ᚷ, ᛅ | ᛒ     | ᚲ      | ᚦ    | ᛆ  | ᚠ, ᚨ | ᚼ, Å  | ᛁ, İ | ᛲ, ᚴ | ᛚ, L | ᛘ, ᛖ   | ᚿ, ᚳ | ᛰ, O | ᛘ, ᚹ | ᚱ  | ᛁ, ᛌ, ᛋ | ᛐ, T | ᚢ, V | ᛠ, Y | ᛡ, Å, ᚯ | ᚯ, Ä | ᛦ, Ö |
| Nome      | ar   | birkä | knäsol | dors | er | fir  | hagal | is   | kan  | lagh | madhär | nådh |      | pir  | re | sol     | tir  | ur   |      |         |      |      |

## Località

Principali località del Soprasiljan

- Mora (20.657 ab.)
- Orsa (6.953 ab.)
- Älvdalen (7.041 ab.)
- Parrocchia di Ore (1.276 ab.)
- Distretto Hamra (221 ab.)